# Élections régionales de 2019 en Basilicate
Les élections régionales de 2019 en Basilicate (en italien : Elezioni regionali in Basilicata) ont lieu le 24 mars 2019, afin d'élire le président et les conseillers de la XIe législature du conseil régional de Basilicate pour un mandat de cinq ans.
Le scrutin donne lieu a une alternance. La coalition de centre-gauche menée par le Parti démocrate cède le pouvoir, après 24 ans de gouvernance, à la coalition de centre-droit où la Ligue devient le premier parti. Vito Bardi, de Forza Italia, devient président du conseil régional.

## Système électoral
Le président de la région est élu au scrutin uninominal majoritaire à un tour. Le président élu tout comme le candidat à la présidence arrivé second siègent au conseil régional. Les 19 autres sièges sont répartis proportionnellement par rapport aux résultats des listes des deux provinces de Potenza et Matera.
La nouvelle loi électorale voit l'utilisation du Scrutin proportionnel plurinominal avec un seuil de 3 % pour les partis et de 8 % pour les coalitions. Dans le cas où une coalition n'atteint pas 8 % des voix, les listes qui la compose ayant obtenu plus de 4% des voix sont néanmoins représentées. Si une coalition reçoit plus de 30% des voix, les partis reçoivent collectivement une prime majoritaire de 11 à 14 sièges, soit 55 à 67 % du total. Le siège attribué au candidat à la présidence arrivé second est pris sur le parti ayant remporté un siège avec le moins de suffrages parmi ceux de la liste le soutenant.
L'électeur peut exprimer jusqu'à 2 votes préférentiels, le deuxième étant obligatoirement en faveur d'un candidat de sexe différent du premier. À défaut, la préférence n'est pas prise en compte. La nouvelle loi électorale inclut également l'obligation pour chaque liste de ne pas présenter plus de 60% de candidats du même sexe, et abolit la pratique du panachage en interdisant le vote séparé pour un président et une liste de conseillers d'appartenance politique différente.

### Répartition des sièges
| Provinces                 | Sièges | +/-           |
| ------------------------- | ------ | ------------- |
| Matera                    | 7      | 2             |
| Potenza                   | 12     | en stagnation |
| Candidats à la présidence | 2      | 2             |
| Total                     | 21     | en stagnation |
|                           |        |               |

## Sondages
| Date         | Institut                 | Trentola | Bardi | Mattia | Tramutoli | Indécis | Avance |
| ------------ | ------------------------ | -------- | ----- | ------ | --------- | ------- | ------ |
| Date         | Institut                 |          |       |        |           | Indécis | Avance |
| 24 mars 2019 | Résultat de l'élection   | 33,11    | 42,20 | 20,32  | 4,37      | -       | 9,09   |
| 5-8 Mar 2019 | Venum (sans les indécis) | 35.00    | 38.00 | 22.00  | 5.00      | -       | 3.00   |
| 5–8 Mar 2019 | Venum (avec les indécis) | 26.14    | 28.67 | 16.51  | 3.83      | 24.85   | 2.53   |

## Résultats
|                        |                        |            |            |                      |                                    |                                             |         |         |         |               |               |       |  |  |
| Présidence             | Présidence             | Présidence | Présidence | Présidence           | Conseil                            | Conseil                                     | Conseil | Conseil | Conseil | Conseil       | Conseil       | Total |  |  |
| Candidats              | Candidats              | Votes      | %          | Élu                  | Partis                             | Partis                                      | Votes   | %       | +/-     | Sièges        | +/-           | Total |  |  |
|                        | Vito Bardi (FI)        | 124 716    | 42,20      | 1                    |                                    | Ligue (Lega)                                | 55 393  | 19,15   | Nv.     | 6             | 6             |       |  |  |
|                        | Vito Bardi (FI)        | 124 716    | 42,20      | 1                    | Forza Italia (FI)                  | 26 457                                      | 9,14    | 3,13    | 3       | 1             |               |       |  |  |
|                        | Vito Bardi (FI)        | 124 716    | 42,20      | 1                    | Frères d'Italie (FdI)              | 17 112                                      | 5,91    | 0,82    | 1       | en stagnation |               |       |  |  |
|                        | Vito Bardi (FI)        | 124 716    | 42,20      | 1                    | Identité et action (IDeA)          | 12 094                                      | 4,18    | Nv.     | 1       | 1             |               |       |  |  |
|                        | Vito Bardi (FI)        | 124 716    | 42,20      | 1                    | Basilicate Positive - Liste Bardi  | 11 492                                      | 3,97    | Nv.     | 1       | 1             |               |       |  |  |
| Total Centre-droit     | Total Centre-droit     | 124 716    | 42,20      | 1                    | 122 548                            | 42,36                                       | 20,83   | 12      | 8       | 13            |               |       |  |  |
|                        | Carlo Trerotola (Ind.) | 97 866     | 33,11      | 1                    |                                    | Basilicate en avant                         | 24 957  | 8,63    | 7,38    | 2             | 2             |       |  |  |
|                        | Carlo Trerotola (Ind.) | 97 866     | 33,11      | 1                    | Communautés démocratiques (av. PD) | 22 423                                      | 7,75    | 17,09   | 2       | 2             |               |       |  |  |
|                        | Carlo Trerotola (Ind.) | 97 866     | 33,11      | 1                    | Progressistes pour le Basilicate   | 12 908                                      | 4,46    | Nv.     | —       | en stagnation |               |       |  |  |
|                        | Carlo Trerotola (Ind.) | 97 866     | 33,11      | 1                    | Parti socialiste italien (PSI)     | 10 913                                      | 3,77    | 3,71    | —       | 1             |               |       |  |  |
|                        | Carlo Trerotola (Ind.) | 97 866     | 33,11      | 1                    | Basilicate d'abord                 | 9 748                                       | 3,37    | Nv.     | —       | en stagnation |               |       |  |  |
|                        | Carlo Trerotola (Ind.) | 97 866     | 33,11      | 1                    | Liste Trerotola (CD-CpE)           | 9 559                                       | 3,30    | 1,75    | —       | 3             |               |       |  |  |
|                        | Carlo Trerotola (Ind.) | 97 866     | 33,11      | 1                    | Liste commune FdV-RI               | 5 492                                       | 1,90    | 4,03    | —       | 1             |               |       |  |  |
| Total Centre-gauche    | Total Centre-gauche    | 97 866     | 33,11      | 1                    | 183 630                            | 33,18                                       | 29,57   | 4       | 6       | 5             |               |       |  |  |
|                        | Antonio Mattia         | 60 070     | 20,32      | —                    |                                    | Mouvement 5 étoiles                         | 58 658  | 20,27   | 11,30   | 3             | 1             | 3     |  |  |
|                        | Valerio Tramutoli      | 12 912     | 4,37       | —                    |                                    | Basilicate possible (av. SI-PRC-PCI-DiEM25) | 12 124  | 4,19    | Nv.     | —             | en stagnation | 0     |  |  |
|                        |                        |            |            |                      |                                    |                                             |         |         |         |               |               |       |  |  |
| Votes valides          | Votes valides          | 295 564    | 96,22      |                      | Votes valides                      | Votes valides                               | 289 330 | 94,19   |         |               |               |       |  |  |
| Votes blancs et nuls   | Votes blancs et nuls   | 11 624     | 3,78       | Votes blancs et nuls | Votes blancs et nuls               | 17 858                                      | 5,81    |         |         |               |               |       |  |  |
| Total candidats        | Total candidats        | 307 188    | 100        | 2                    | Total partis                       | Total partis                                | 307 188 | 100     | -       | 19            | en stagnation | 21    |  |  |
| Abstentions            | Abstentions            | 266 782    | 46,48      |                      |                                    |                                             |         |         |         |               |               |       |  |  |
| Inscrits/Participation | Inscrits/Participation | 573 970    | 53,52      |                      |                                    |                                             |         |         |         |               |               |       |  |  |